# Tesoro della lingua italiana delle Origini
Il Tesoro della lingua italiana delle origini (TLIO) è il dizionario storico dell'italiano antico. È redatto dall'Istituto Opera del Vocabolario Italiano (OVI), oggi parte del Consiglio Nazionale delle Ricerche all'interno del progetto del Vocabolario storico della lingua italiana, per il quale i primi fondi furono stanziati nel 1964.

## Storia
Il TLIO nasce all'interno di un progetto più ampio per la creazione di un Vocabolario storico della lingua italiana dalle origini al presente, progetto ideato dall'Opera del Vocabolario Italiano presso l'Accademia della Crusca dalla quale è stata ideata. La direzione del Vocabolario fu affidata ad Aldo Duro dal 1964 al 1972, quindi a Giovanni Nencioni fino al 1974 e quindi a d'Arco Silvio Avalle. L'enormità dell'opera ne ha determinato fin dai primi anni (1972-1973) una gradualità di pubblicazione, ponendo come prima tappa il Tesoro della lingua italiana delle Origini. Il TLIO è caratterizzato per l'intenso lavoro di esame del corpus di fonti su cui si basa, che viene limitato ai testi italiani dalle origini alla simbolica data della morte di Boccaccio nel 1375. All'avvio della redazione gli obiettivi sono quelli del raggiungimento di una consapevolezza metodologica che fosse in linea con gli avanzamenti della scienza linguistica ma anche un adeguamento tecnologico che permettesse da un lato una redazione più agevole e dall'altro una consultazione più immediata. Questa spinta verso l'informatizzazione era stata concepita già dai primi anni di lavoro sotto la guida del Duro.
Nel 1985 la competenza dei lavori viene trasferita dall'Accademia della Crusca al neocostituito Centro di Studi Opera del Vocabolario Italiano del CNR e affidato alla direzione di Carlo Alberto Mastrelli fino al 1992 e quindi a Pietro Beltrami fino al 2013. Nel frattempo l'Opera del Vocabolario Italiano era divenuta un istituto del CNR e dal 2013 al 2014 è stato affidato a Paolo Squillacioti. L'OVI è quindi stato diretto da Lino Leonardi fino al 2018 quando Paolo Squillacioti è nuovamente subentrato come direttore facente funzioni e poi direttore dal 2020. L'istituto è oggi completamente distaccato dall'Accademia della Crusca ma vi mantiene la sede ne utilizza la biblioteca avendo anche molti progetti in comune come il Vocabolario dantesco.
Fino al 1995 l'Istituto si è dedicato alla preparazione dei testi su cui svolgere le ricerche. Solamente dal 1996 inizia la redazione vera e propria delle voci che avviene fin dall'inizio basandosi sulla rete.
Il lemmario previsto in fase iniziale era di 57 mila entrate in via di aggiornamento. Di queste, 41 mila sono già consultabili in rete.
È da notare che il TLIO è tuttora in fase di pubblicazione mentre è stato portato a termine un altro dizionario storico dell'italiano ovvero il GDLI.

## Il corpus
L'intero corpus è digitale e consultabile online grazie alla collaborazione dell'Università di Chicago, caratteristica che rende il TLIO un'opera unica nel suo genere. All'interno del corpus di riferimento fanno parte diversi generi testuali, come testi documentari, giuridici e scientifici. Sono incluse tutte le varietà dell'italiano antico, come le varietà lombarde, veneziane, fiorentine, siciliane. Tutti i testi che formano il corpus TLIO sono analizzati parola per parola e il TLIO ne è il dizionario.

## La redazione di una voce
L'analisi delle voci è manuale e di tipo bottom-up ovvero partendo dall'interpretazione dell'occorrenza singola all'associazione di forma e lemma.
Ogni entrata ha nove aree numerate da 0.1 a 0.9:
- 0.1 lista forme: è l'area che tutte le forme grafiche riconducibili all'entrata;
- 0.2 nota etimologica: consiste in un rinvio al LEI[5] o al DELI[6] o ad altri dizionari etimologici dato che il TLIO non si pone come obiettivo la ricerca etimologica;
- 0.3 prima attestazione in assoluto;
- 0.4 prime attestazioni per aree geografiche, ovvero testi toscani o toscanizzati (sono qui inclusi anche i testi in corso), mediani e meridionali, settentrionali, siciliani;
- 0.5 note linguistiche;
- 0.6 note di vario genere, annotazioni come antroponimi o toponimi. Area che può essere anche vuota;
- 0.7 elenco delle definizioni;
- 0.8 nome del redattore e data;
- 0.9 file per stampa.

### Il software GATTO
Per ogni voce è disponibile un collegamento con il software GATTO (Gestione degli Archivi Testuali del Tesoro delle Origini) che mostra il corpus testuale su cui il redattore si è basato per la redazione della voce. Anche il software GATTO è disponibile gratuitamente in rete.